# Mont-près-Chambord
Mont-près-Chambord – miejscowość i gmina we Francji, w Regionie Centralnym, w departamencie Loir-et-Cher.
Według danych na rok 1990 gminę zamieszkiwało 2786 osób, a gęstość zaludnienia wynosiła 98 osób/km² (wśród 1842 gmin Regionu Centralnego Mont-près-Chambord plasuje się na 127. miejscu pod względem liczby ludności, natomiast pod względem powierzchni na miejscu 380.).